# کازافانی
کازافانی (به لاتین: Kazafani) یک منطقهٔ مسکونی در قبرس شمالی است که در Girne District واقع شده‌است.